# Дивізія Силівангі
КОДАМ III/Силівангі — військове формування Збройних сил Індонезії.
Дивізія була створена під час Індонезійської національної революції. Пунктом постійної дислокації формування стала Західна Ява, де з місцевих жителів і був сформований кістяк дивізії. Підрозділ отримав назву на честь царства, що існувало на території сучасної Індонезії у XV столітті.